# Desafiament Saltine

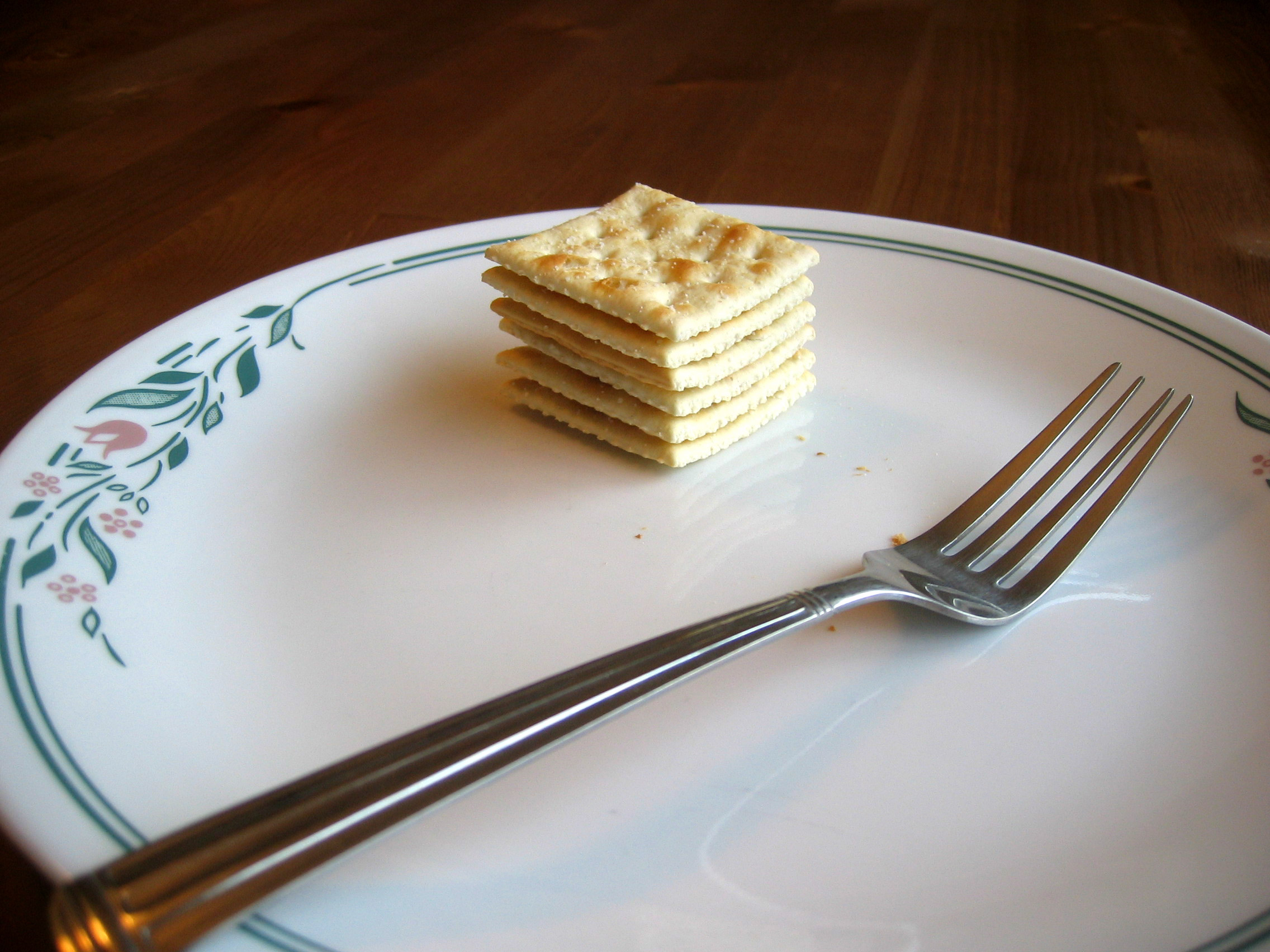
Sis «galetes salades»

Desafiament saltine o «el repte de la galeta salada» és una competició en la qual una persona té 60 segons per menjar sis galetes salades (també conegudes com a galetes de soda), sense beure res (cal menjar-se també totes les molles). Malgrat que el repte sembla fàcil, en realitat és molt difícil, perquè les galetes esgoten ràpidament la saliva a la boca. Tot i que sis galetes salades poden caber totes a la boca a la vegada, i un minut és molt de temps per mastegar, la bola resultant de les molles es resisteix a empassar. No es pot utilitzar cap líquid extern per ajudar la masticació.

## El repte individual
El repte és generalment menjar sis galetes salades en un sol minut, tot i que l'objectiu es fixa de vegades en cinc o set. La majoria de les persones són capaces de menjar almenys dues galetes salades sense aigua, tot i que els pacients afectats per la síndrome de Sjögren no tenen la saliva necessària ni tan sols per aquestes. Els metges poden utilitzar aquesta prova, la "prova de galeta" o "senyal cracker", per ajudar a diagnosticar el trastorn.
Una història d'Associated Press del 1996 utilitzà el repte per il·lustrar la naturalesa competitiva i la persistència del quarterback Peyton Manning de Tennessee Volunteers. L'aposta va ser que no podia menjar sis galetes salades, Manning ho va intentar una per una i va fallar; ho va tornar a provar, va apilar-les una sobre l'altra i ho va aconseguir. El seu company d'habitació va concloure: "Fins i tot una cosa que era una broma, ell va intentar demostrar que ho podia fer. Pot menjar sis galetes salades, i ho va fer. Treballa en tècniques per poder fer de tot." Abans de la temporada del 2001-2002, la capacitat de menjar les galetes de Rene Portland (entrenador de bàsquet de Penn State Lady Lions) va ajudar a aconseguir els jugadors «estrella» Tanisha Wright i Strom Jess. Durant un viatge de reclutament, l'entrenador dels estudiants de secundària dels Amateur Athletic Union va mencionar el repte de la galeta; Wright va fallar però Portland ho va aconseguir. Portland no va revelar la seva tècnica, però ella va fer un comentari sobre la competitivitat: "Òbviament, hi ha un competidor a un antic entrenador per dir que "Jo puc fer això". Si he pogut parir tres vegades, sis galetes no pot ser tan difícil". Altres atletes vinculats amb el repte inclouen l'entrenador de beisbol Brad Fischer, i Derek Jeter; un fotògraf que va ser desafiat per Jeter observà: "Ser competitiu s'ha convertit en la seva forma de relaxar-se ".
El repte ha estat televisat en programes matutins d'entrevistes de premsa. A un dels programes de The Early Show de 2001, Tom Bergeron va apostar que no podien menjar quatre galetes salades en un minut, i després d'intentar tots alhora, va perdre 40 dòlars. Jane Clayson li va preguntar a la treballadora que havia iniciat l'aposta com sabia el repte, al que ella va respondre: "La universitat". De fet, diversos diaris universitaris han observat el fenomen al campus.
A un dels programas de Good Morning America de juliol 2008, Ted Allen contà que els tècnics de Food Detectives no van poder menjar sis galetes salades en un minut. Els quatre presentadors ho van intentar i fracassaren. El presentador del temps, Sam Champion va comparar l'absorció de la humitat amb l'efecte de la neu del llac. Allen va permetre als seus concursants menjar les galetes de qualsevol forma, fins i tot aixafades, però quan Chris Cuomo va voler "carregar amb l'aigua" abans d'hora, Allen va rebutjar la tàctica, tenint en compte que això evitaria el problema central del repte.

## Competicions
Les versions anteriors del desafiament, inclouen esdeveniments on es competeix per ser la primera persona a menjar galetes i després xiular una melodia.
Un episodi de 1970 del programa educatiu de televisió ZOOM, el que va animar als nens a provar trencaclosques creatius i jocs que utilitzen subministraments mínims, va comptar amb una carrera. Els participants en aquesta versió de la cursa van menjar tres galetes salades i a continuació van posar-se a xiular.
A Grafton, Dakota del Nord, hi ha un concurs anual on els concursants han de menjar quatre galetes salades i després xiular. Durant nou anys, va ser guanyat per Mike Stoltman de Minto, una llegenda local diu que ell es beneficia d'una glàndula salival extra. Stoltman diu que li calen dos tubs de succió quan va al dentista, i sobre la glàndula, "No ho sé amb seguretat. Però el meu ortodoncista em va dir que mai havia vist una saliva així". Va ser derrotat per Greg Shane d'Oslo a la cursa del 2009, possiblement a causa que Stoltman havia estat celebrant el seu quaranta aniversari. Kelly Schanilec (Bonet), cinc vegades guanyador, va guanyar el trofeu del primer lloc el 2006, 2007, 2010, 2011 i 2012.
El repte de la galeta de soda es realitza com un truc de bar per guanyar apostes.
Ambrose Mendy establí un rècord mundial en menjar-se tres galetes de crema de Jacob's sense beure en 49,15 segons el 29 d'octubre de 2002.

## Reptes relacionats
Una prova similar és el "repte de la canyella", en què una persona ha d'empassar-se una cullarada de canyella. De nou, aquesta és una petita quantitat d'un menjar familiar, però és ràpid en eixugar la saliva de la boca, fent la pols de canyella difícil d'enviar. Alguns que han intentat aquest repte afirmen que la canyella és especialment desagradable, i que la seva pols és comparable a l'esprai de pebre.
Un altre repte relacionat és "fer glops de llet", en el qual s'ha de beure un galó de llet (3,8 litres) en una hora, sense poder vomitar-la. La principal barrera per al repte de la llet és la capacitat de l'estómac; amb llet és, a més, més difícil que amb aigua perquè els greixos i les proteïnes inhibeixen l'alliberament a l'intestí prim. Un repte similar quant a la capacitat de l'estómac és el repte "Banana Sprite" al qual la persona ha de menjar dos plàtans i beure dues ampolles grosses del refresc Sprite.
Un estudiant columnista va descriure el repte de les galetes salades, la canyella i la llet com la "triple corona de la universitat".